# Leptynia attenuata algarvica
Leptynia attenuata algarvica – podgatunek straszyka z rodziny Diapheromeridae i podrodziny Pachymorphinae. Endemit pasma Serra de Monchique w Portugalii.

## Taksonomia i genetyka
Gatunek L. attenuata opisany został po raz pierwszy przez Josepha Pantela w 1890 roku, wraz z rodzajem Leptynia. W 1904 roku William Forsell Kirby wyznaczył go gatunkiem typowym tego rodzaju. W 2012 roku Valerio Scali, Liliana Milani i Marco Passamonti dokonali rewizji europejskich przedstawicieli tego rodzaju, wyróżniając w obrębie omawianego gatunku trzy podgatunki, w tym L. a. algarvica.
L. a. algarvica jest podgatunkiem dwupłciowym, diploidalnym. Występuje u niego system determinacji płci XY. Kariotyp u obu płci to 2n=36. Jak u innych podgatunków L. attenuata cechują go metacentryczne chromosomy 2 pary, akrocentryczne i zaopatrzone w satelity chromosomy 4 pary, bardzo dużych rozmiarów submetacentryczny chromosom X oraz mały i akrocentryczny chromosom Y. Różnice strukturalne kariotypu między podgatunkami są śladowe. Wyraźnie różnią się one natomiast sekwencjami cox2 w mitochondrialnym DNA oraz danymi allozymowymi.

## Opis
Patyczak ten ma średnio najmniejsze rozmiary ciała spośród przedstawicieli rodzaju. Samce (n=6) osiągają od 34 do 40 mm, a samice (n=4) od 46 do 50 mm długości ciała. Ubarwienie samców jest jasnocynamonowe z zielonkawym odcieniem po obu stronach ciała. Na ciemieniu i policzkach mają brązowe paski, a wzdłuż grzbietu ich tułowia i odwłoka biegną cztery pasy podłużne, z których te bardziej grzbietowe są ciemnobrązowe, a te położone bocznie białe. Samice są cynamonowe lub jaskrawo zielone i mają parę białych linii, biegnących wzdłuż boków ciała od policzków przez pleury tułowia i odwłoka. Oskórek ciała, z wyjątkiem odnóży i przysadek, pokrywa mikrorzeźba w postaci półkulistych wypukłości o średnicy około 1 μm. Czułki samców zbudowane są z od 14 do 18 członów i osiągają od 5,7 do 6,1 mm długości, a u samicy zbudowane są z od 13 do 16 członów i osiągają 3,1 mm długości. Śródplecze, zaplecze i dwa ostatnie tergity odwłoka zaopatrzone są w delikatne listewki środkowe, które na śródpleczu i zapleczu mogą zanikać. U samicy po bokach śródplecza i zaplecza występują serie ząbków. Odnóża wszystkich par u samic oraz środkowej i tylnej pary u samców mogą mieć drobne ząbki. Uda odnóży tylnej pary u samca (n=5) sięgają swymi wierzchołkami co najmniej do połowy szóstego, a maksymalnie do połowy siódmego segmentu odwłoka, zaś u samicy (n=2) do połowy piątego segmentu odwłoka. Dziesiąty tergit odwłoka ma u samca na tylnej krawędzi płytkie i szerokie wcięcie. Genitalia samca charakteryzuje vomer o części podstawowej nabrzmiałej i szerszej od trzonu.  Przysadki odwłokowe u samca przekształcone są w klaspery, z których każdy ma w pobliżu nasady długi, gruby, przysadzisty ząb.  Wierzchołek odwłoka u samicy, podobnie jak u pokrewnych gatunków, jest miękki, ścięty i zaopatrzony w wystające przysadki odwłokowe.
Jaja są wydłużone, długości od 4,1 do 4,8 mm i szerokości wynoszącej od 0,22 do 0,23 ich długości. Wypukłości polarne mają niższe niż L. caprai i L. annaepaulae, a wieczka płaskie. Kąt pod jakim umieszczone jest wieczko względem osi podłużnej jaja wynosi od 105° do 110°.

## Występowanie
Owad palearktyczny, endemiczny dla Półwyspu Iberyjskiego i Portugalii. Występuje tylko w górach Serra de Monchique w regionie Algarve. Jego zasięg jest tam porozrywany na drobne populacje ograniczone do rzadko już występujących kęp dzikich krzewów.